# Degeneriàcies
Degeneriaceae és una família de plantes. L'APG III system de 2009 (sense canvis respecte APG system de 1998 i APG II system de 2003), reconeix aquesta família i l'assigna a l'ordre Magnoliales en el clade magnoliids.
Aquesta família només té un gènere, Degeneria, que rep el nom per Otto Degener, el primer a descobrir D. vitiensis el 1942. El gènere Degeneria conté dues espècies d'arbres, plantes natives de Fiji:
- Degeneria roseiflora John M.Mill. - Vanua Levu, Taveuni - karawa
- Degeneria vitiensis L.W.Bailey & A.C.Sm. - Viti Levu - masiratu. Apareix al bitllet de cinc dolars de Fiji.

## Estructura floral
L'estructura floral de Degeneria és inusual i considerada com primitiva dins les angiospermes. Els seus estams són similars a Austrobaileya, Galbulimima, i algunes Magnoliaceae; no s'hi aprecien l'antera. El ginoeci es desenvolupa inusual similar a les Winteraceae.